# Gaza Freedom Flotilla juni 2025
Gaza Freedom Flotilla juni 2025 var en maritim kampagne, der blev organiseret af Freedom Flotilla Coalition i et forsøg på at bryde den israelske flådeblokade til Gazastriben og levere en lille mængde nødhjælp til Palæstina under Gazakrigen. Flotillen blev ledet af det britiske skib Madleen, og sejlede fra Catania på Sicilien d. 1. juni 2025.
Den blev stoppet i internationalt farvand af Israel Defence Force d. 8. juni 2025 for at forhindre, at det nåede Gazastriben. Ifølge passagererne ombord bestod lasten af modermælkserstatning, 100 kg mel, 250 kg ris, bleer, medicin og børneproteser. Blandt passagerne var den svenske aktivist Greta Thunberg og det franske Europaparlamentsmedlem Rima Hassan (sv). Den irske skuespiller Liam Cunningham skulle også have været ombord, men var det ikke ved afrejsen.
Flotillen var en opfølger på et tidligere forsøg fra d. 2. maj 2025, hvor skibet Conscience blev angrebet af en israelsk drone i international farvand ud for Malta.